# 2024 en catch
| Années du catch : 2021 - 2022 - 2023 - 2024 - 2025 - 2026 - 2027    |
| Décennies du catch : 1990 - 2000 - 2010 - 2020 - 2030 - 2040 - 2050 |

Cet article présente les faits marquants de l'année 2024 en catch.

## Décès
- 28 février : Virgil, né Mike Jones, 72 ans.
- 29 février : Paul Vachon, 86 ans.
- 10 mars : Yutaka Yoshie (en), 50 ans.